# Metazygia barueri
Metazygia barueri är en spindelart som beskrevs av Levi 1995. Metazygia barueri ingår i släktet Metazygia och familjen hjulspindlar. Inga underarter finns listade i Catalogue of Life.